# Наступні вибори Президента України
Наступні вибори Президента України — наступні вибори Президента України, проведення яких мало би відбутися після закінчення воєнного стану. Через початок повномасштабного російського вторгнення Верховна Рада України затвердила в державі воєнний стан, під час якого проведення виборів заборонено.

## Можливі кандидати
Володимир Зеленський
Президент України,колишній комік студії 95 кварталу

Петро Порошенко
5-й Президент України,Народний депутат України

Валерій Залужний
Посол України у Великобританії,колишній Головнокомандувач збройних сил України

Юлія Тимошенко
Тричі Прем'єр міністр України та тричі кандидат у президенти України
Олексій Гончаренко
Народний депутат України
Дмитро Разумков
Колишній Голова верховної ради України,Народний депутат України

## Можливі вибори 2024
Перший тур виборів мав відбутися 31 березня, другий (у випадку призначення) — 21 квітня. Указом Президента України №49/2024 від 5 лютого 2024 року дію воєнного стану в Україні було подовжено до 13 травня 2024 року, що унеможливило проведення виборів у запланований термін.
Міністр закордонних справ Дмитро Кулеба заявив, що президент Зеленський розглядав можливість проведення виборів під час воєнного стану. Сам Зеленський заявляв, що якщо вибори відбудуться під час повномасштабної війни, то він братиме в них участь. Після відновлення незалежності України в 1991 році це восьмі вибори, могли бути черговими.
Продовження дії воєнного стану у 2024 році створює проблеми, пов'язані з виборами 2024 року в Україні — як саме провести президентську кампанію в передбачені строки, а також провести парламентські вибори, строки яких посунув воєнний стан, при тому, що Виборчий кодекс України зобов’язує почати виборчий процес не пізніше місяця з дня припинення або скасування воєнного стану.

## Можливі вибори 2025
25 лютого 2025 року, парламент ухвалив постанову про неможливість проведення виборів під час дії воєнного стану, а 400 українських неурядових організацій запропонували такий алгоритм дій: 
- режим припинення вогню з гарантіями безпеки;
- підготовка до виборів;
- відновлення відповідної інфраструктури;
- проведення виборів після досягнення сталого миру і скасування дії воєнного стану.